# ヘアロフ・トロレ (海防戦艦)

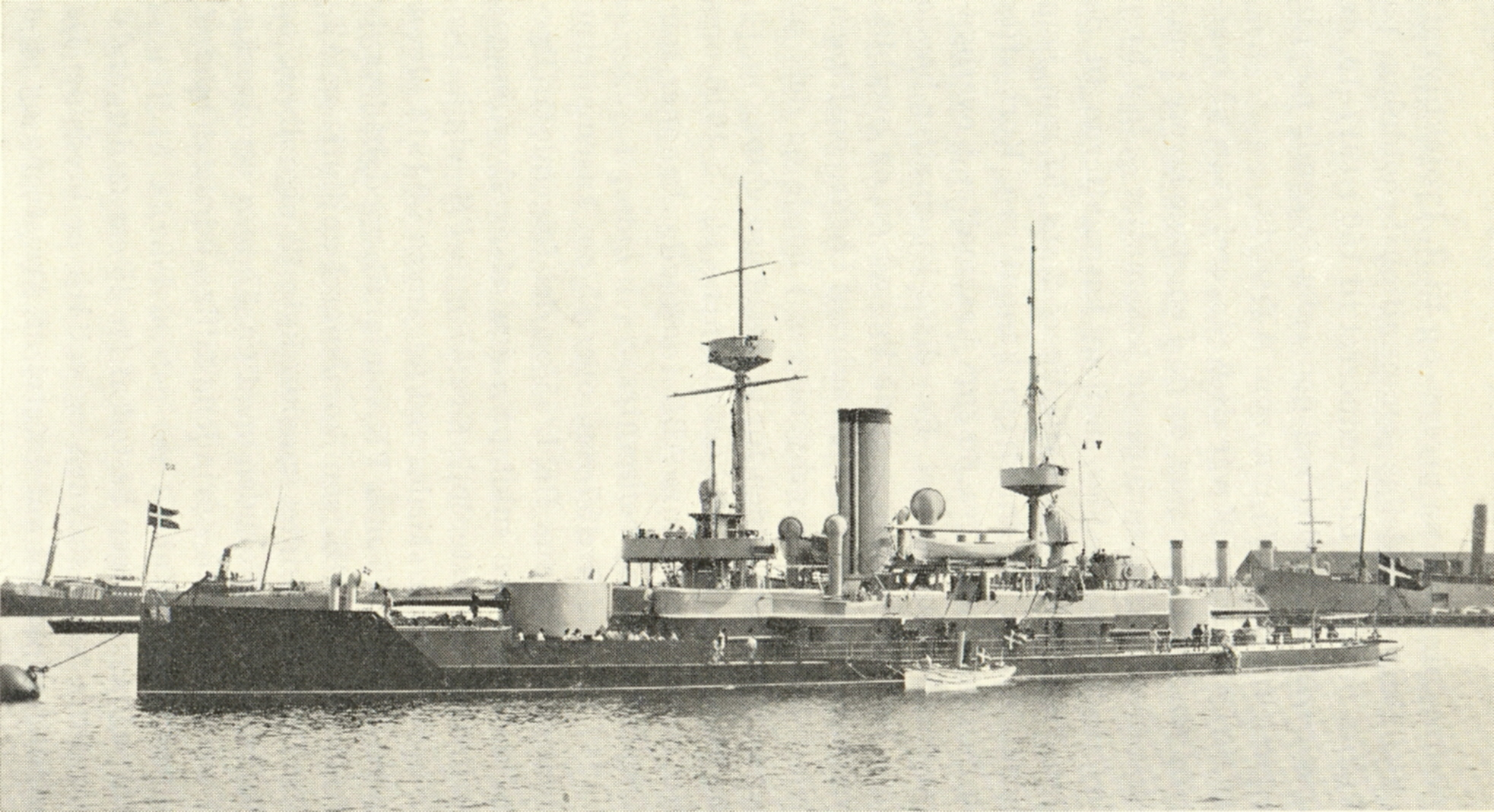
「ヘアロフ・トロレ」（1902年、コペンハーゲン）

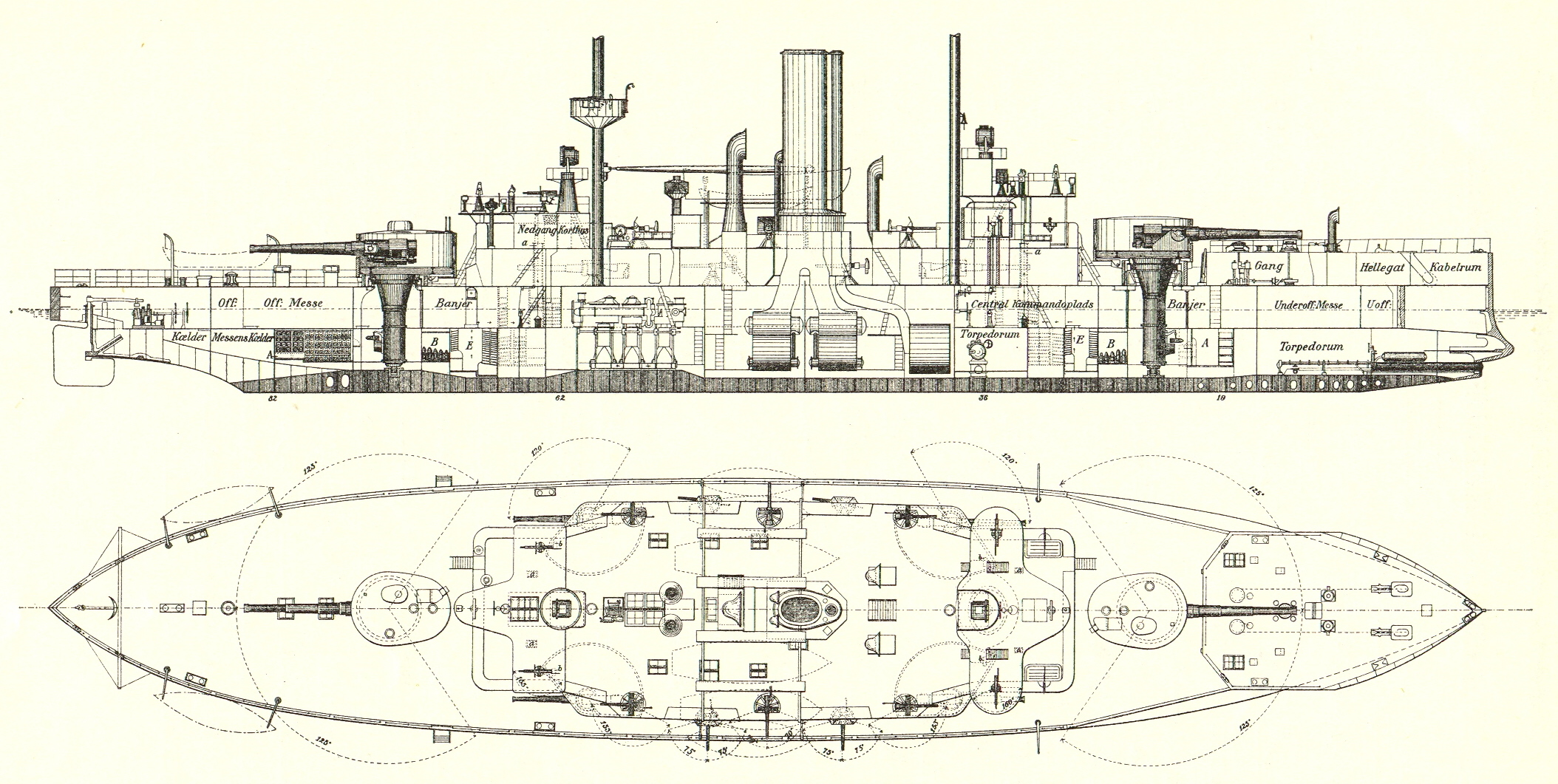
「ヘアロフ・トロレ」の図面

ヘアロフ・トロレ (Herluf Trolle) はデンマーク海軍の海防戦艦。ヘアロフ・トロレ級。艦名は16世紀のデンマークの提督にちなむ。
コペンハーゲン海軍工廠で建造。1897年7月20日起工。1899年9月2日進水。1901年6月7日竣工。建造費は4217000クローネであった。
常備排水量3505トン、満載排水量3650トン、全長86.47メートル、水線間長82.86メートル、幅15.07メートル、吃水5.0メートル。
主砲は24cm砲2門で、「ヘアロフ・トロレ」のものはカネー40口径M/96型であった。射程は9.7キロメートルで、後に11.5キロメートルに伸びている。発射速度は毎分1から1.5発であった。副砲はボフォース43口径15cm砲4門。射程は8.5キロメートルで、後に10.3キロメートルに伸びている。発射速度は毎分6発、後に7発。他に、ホチキス44口径57mm速射砲10門とマキシム37mm機砲8門を搭載した。また、45cm水中魚雷発射管を艦首に1門と両舷に1門ずつ搭載した。1907年までに37mm砲2門が撤去された。1910年に両主砲天蓋上に44口径57mm砲が1門が搭載され、1916年には44口径57mm高角砲に換装された。この高角砲以外の57mm砲は6門が1917年から1918年にかけて55口径75mm砲に換装され、他は撤去された。
機関はブアマイスタ＆ウェーイン社製直立3気筒3段膨張式蒸気往復動機関2基、コペンハーゲン海軍工廠製ソーニクロフト式水管缶6基で、出力4400指示馬力。2軸推進で速力15.6ノット。航続距離は9ノットで2400浬であった。
「ヘアロフ・トロレ」の水線装甲帯、砲塔、ケイスメイト外壁の装甲鈑はニッケル・クロム鋼の複合鋼板であった。水線装甲帯は厚さ175ミリメートルから200ミリメートルで、下部では厚さは半減していた。前方は艦首より5.5メートルの位置までで、そこに両装甲帯を繋ぐ厚さ190ミリメートルの装甲鈑があった。主砲塔は前175ミリメートル、横160ミリメートル、後ろ150ミリメートルで、バーベットは175ミリメートル。ケイスメイト側面は140ミリメートルであった。上甲板はニッケル鋼で、厚さは57ミリメートル。司令塔の装甲が175ミリメートルで、煙突基部が150ミリメートルであった。
1902年、エドワード7世戴冠記念観艦式に参加予定であったが、エドワード7世が虫垂炎になったことから観艦式は延期となった。同年、カールスクルーナを訪問。1906年、ホーコン7世戴冠式参加のため、クレスチャン王太子の乗る王室ヨット「ダネブロー」を護衛してトロンハイムへ向かう。同年、「オルファト・フィシャ」などと共にキールを訪問。1911年、アムステルダムを訪問。1914年、「ピーザ・スクラム」とともにニューカッスルを訪問。1922年、予備艦となる。1932年4月30日に除籍され、ピーダスン＆アルベク社に売却されて解体された。